# Большой Бурган

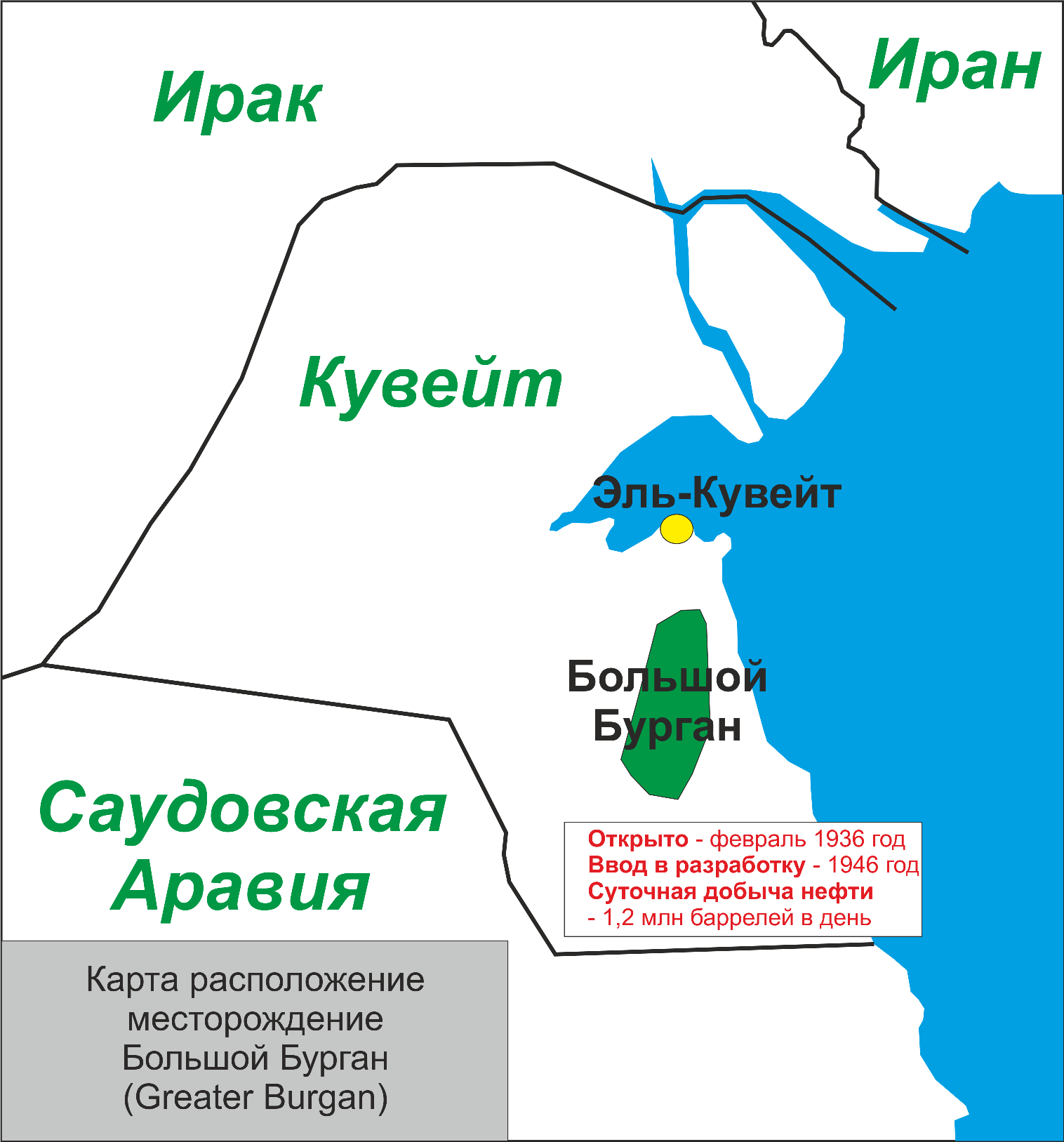
Большой Бурган

Большой Бурган (араб. برقان‎ — Бурк̣а̄н) — группа нефтяных месторождений в Кувейте, в которой сосредоточено более 5 % разведанных извлекаемых запасов нефти в мире. Включается в себя три месторождения (Бурган, Ахмади, Магва). Расположено в пустыне, на юге Кувейта. Месторождение содержит в себе более 75 % доказанных нефтяных запасов Кувейта. Доказанные и извлекаемые запасы оцениваются в 9,14 — 10,7 млрд тонн нефти.

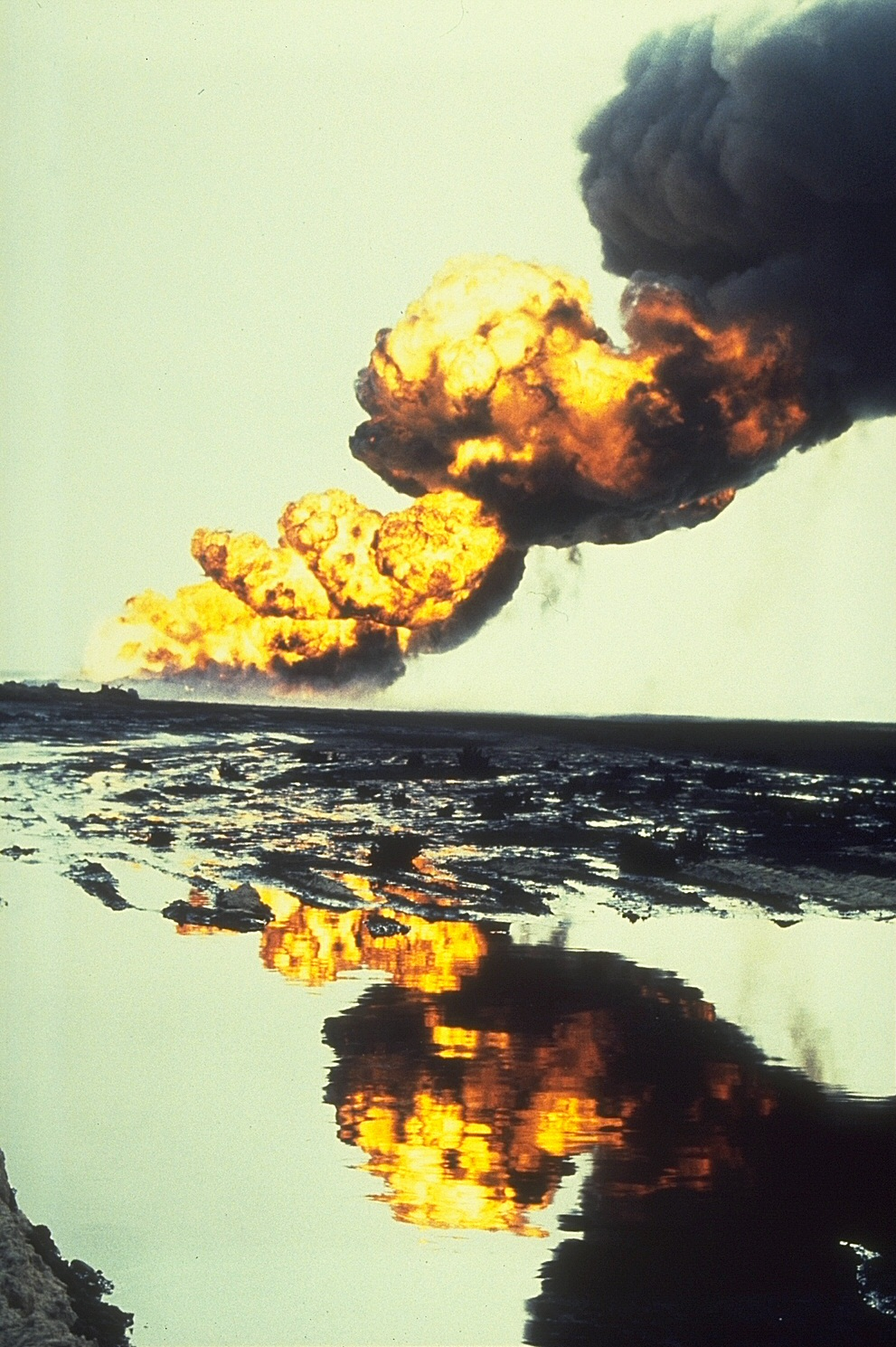
Диверсия Иракских войск

## История
В 1934 году шейх Ахмад аль-Джабер ас-Салах впервые выделил участок под концессию объединению компаний Anglo-Persian Oil (ныне BP) и Gulf Oil Corp. Разведочное бурение началось в 1936 году. Датой открытия месторождения считается 22 февраля 1938 года, когда на скважине Бурган-1 был получен 18 метровый фонтан нефти; скважина Бурган-1 работает по сей день. Однако, масштабная разработка месторождения началась только после Второй мировой войны, а коммерческая добыча — с 1946 года.
В 1951 году были обнаружены месторождения Ахмади и Магва, через два года началась добыча нефти на Магва. 
В 1960 году была образована Кувейтская национальная компания. В 1974 году доля государства в ней составляла 60 %, оставшиеся 40 % были у BP и Gulf. С 1975 года компания полностью перешла под контроль государства. В 1980 году была создана Kuwait Petroleum Corp. (KPC), которая включила в себя в качестве филиалов Кувейтскую национальную компанию и несколько других.

### Война в Персидском заливе
В 1991 году отступающие иракские войска подожгли все нефтепромыслы месторождения, дымовой хвост с Большого Бургана толщиной в 2,5 км растянулся на 50 км. Со спутников он наблюдался как чёрная змея вдоль Персидского залива (знаменитые снимки EOS Project NASA Goddard Space Flight Center). Точные координаты возгораний получены при поддержке российской системы «Око». Было потушено 117 горящих нефтяных скважин.
За период с августа 1990 по февраль 1991 было уничтожено 80 % скважин и станций в стране.
Основная часть инфраструктуры была восстановлена в последующие четыре года. Три особенно сильно разрушенные станции остались памятниками событий.

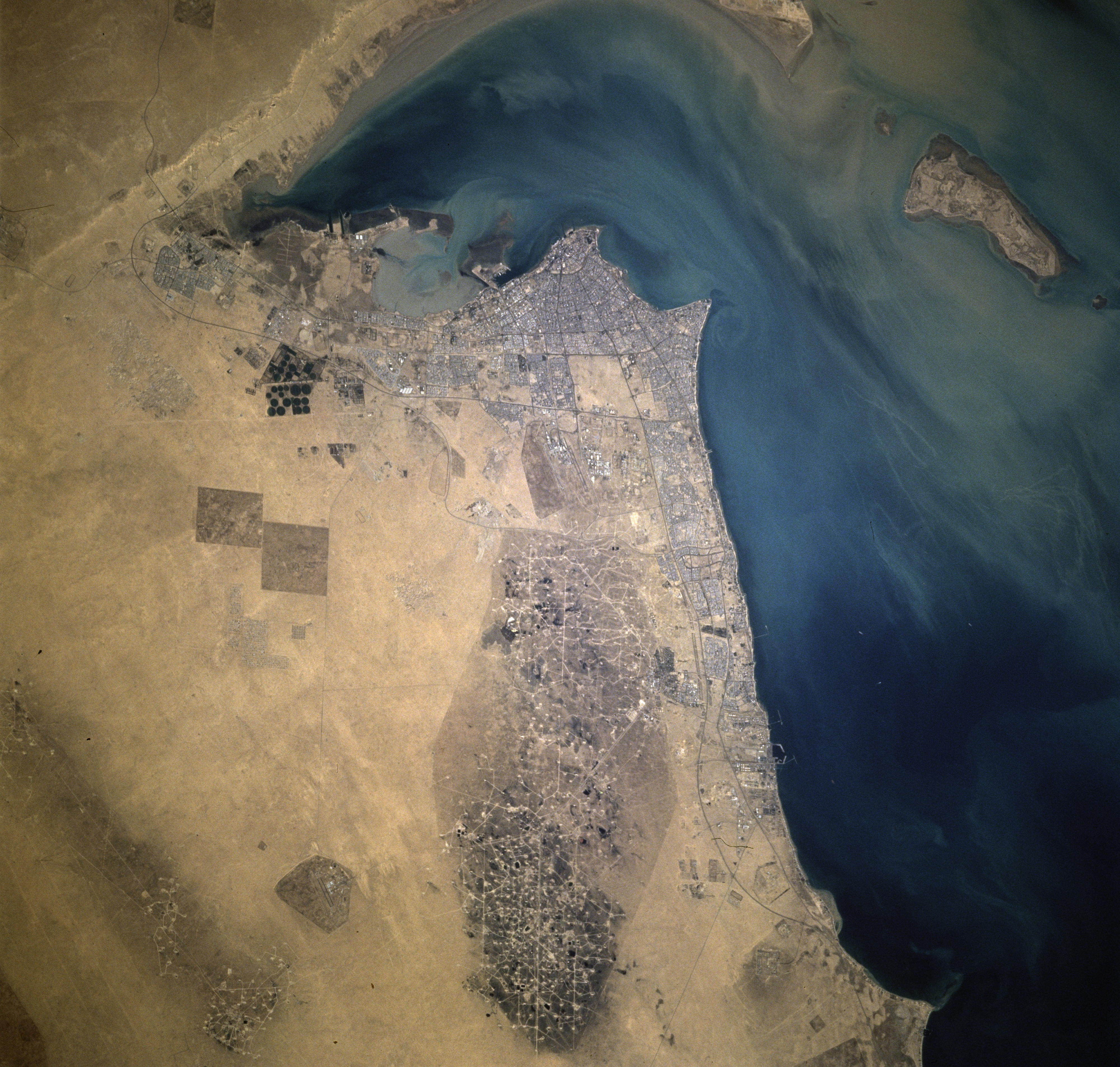
Снимок 1996 года миссии STS-80. В нижней части снимка по центру видны разработки нефти.

## Характеристики
Относится к бассейну Персидского залива. Площадь месторождения 920 км². Залежи на глубине 1,1 — 2,6 км. Геологические запасы нефти оценивается 13 млрд тонн. Начальные извлекаемые запасы нефти оцениваются в 10,1 млрд тонн. Плотность нефти 0,857 — 0,872 г/см³. Содержание серы 1 — 2 %. Дебит скважин от 200 до 1400 т/сут.
Нефтеносность связана с отложениями мелового и юрского возрастов. В Кувейте нефтяной горизонт Бургана называют свита Бурган.
Благодаря огромной изначальной насыщенности нефти газом имел простейшую технологию добычи, здесь не было типичных для большинства месторождений насосов с приводами в виде станков-качалок — нефть сама фонтанировала на поверхность.
По состоянию на 2013 год представители эксплуатирующей компании признают, что давление в коллекторах Бургана ниже, а обводненность скважинной жидкости выше, чем ранее. Для сохранения потенциала месторождения обязателен переход к методам механизированной эксплуатации с использованием бесштанговых погружных насосов с электрическим двигателем. До 2016 года планируется установить 400 насосов, ещё 200 к 2023 и к 2030 году довести их общее количество до 1000, при средней мощности насоса порядка 40-90 кВт с потенциальным увеличением мощности до 150 кВт при росте обводненности до 80-90 %.

## Производство
В 1971 году общая добыча на Бургане составляла 0,9 млн баррелей/день; в 2000 оценивалась в 1,2-1,5 млн б/д..
Оценки добычи на месторождении разнятся от 221 тыс. т/сут. (US Energy Information, включая проявления Бурган, Магва и Ахмади) до 307 тыс. т/сут. (Simmons & Co.)
В ноябре 2005 года Фарук Аль Занки, председатель госкомпании Kuwait Oil, сообщил о падении уровня производства на месторождении. Бурган производит 237 тыс. т/сут., в сравнении с 278 тыс. т/сут. в последние 30 — 40 лет. Он заявил, что инженеры способны поднять добычу до 264 тыс. т/сут., однако 237 тыс. т/сут. является оптимальным значением.